# Dual! Parallel Trouble Adventure
Dual! Parallel Trouble Adventure (デュアル! ぱられルンルン物語?, Dual! Parallel Lun-Lun Monogatari), è un anime di 13 episodi, creato nel 1999 da Masaki Kajishima e prodotto dalla AIC, entrambi conosciuti per la serie Chi ha bisogno di Tenchi?. Oltre alla serie televisiva è stato prodotto un OAV che conclude la storia, pubblicato come 14º episodio.

## Trama
Katsuki Yotsuga è un ragazzo strano: di tanto in tanto ha delle visioni di robot che combattono fra loro, e quando cerca di parlare di questo suo problema con qualcuno, viene reputato un pazzo. L'unica che sembra credere a Katsuki è Mitsuki, la ragazza più carina della scuola che porta il ragazzo dal padre. Il dr. Sanada, padre di Mitsuki spiega a Katsuki che esiste un altro mondo parallelo al nostro, in cui si sta combattendo un'interminabile guerra fra robot, come il ragazzo già aveva visto nelle visioni. Il dr.Sanada ha inoltre inventato un apparecchio in grado di trasferire una persona da un mondo all'altro. Katsuki sta per affrontare la più incredibile avventura della sua vita!

## Personaggi
Katsuki Yotsuha
Doppiato da: Takayuki Yamaguchi
Figlio unico di Masaki e Atsuko Yotsuga, Katsuki è uno studente di 16 anni, con strane visioni riguardanti scene di guerra. Trasportato accidentalmente nella dimensione parallela da Ken Sanada, Katsuki diverrà pilota del Core Robot #1 e dello Zinv. Decisamente distratto ed eternamente indeciso, Katsuki dimostrerà di avere anche una forza interiore ed un coraggio inimmaginabili.
Mitsuki Sanada
Doppiata da: Rie Tanaka
Mitsuki è la studentessa più popolare del liceo, sia in questa che nell'altra dimensione dove pilota il Core Robot 2. Si comporta nei confronti di Katsuki e Dee, come una sorella maggiore. Però tende a nascondere i suoi sentimenti nei confronti del ragazzo, salvo poi diventare gelosa quando qualche donna avvicina Katsuki.
Dee
Doppiata da: Ai Uchikawa
Dee è una creatura misteriosa, trovata fra le rovine di una civiltà sconosciuta. Ultima della propria razza, è stata creata da Ken Sanda in laboratorio tramite clonazione. Pilota del Core Robot No. #3. ha un carattere decisamente introverso e difficilmente parla con qualcuno. Tuttavia sembra avere un debole per Katsuki.
Yayoi Schwael
Doppiata da: Chie Nakamura
Precedente pilota del Core Robot #1, che ha dovuto abbandonare dopo essere stata gravemente ferita. Decisamente più grande degli altri piloti, Yayoi svilupperà un forte affetto per Katsuki, dopo che questi le salva la vita.
Mitsuki Rara
Doppiata da: Megumi Toyoguchi
È la Mitsuki del mondo parallelo, figlia di Hiroshi e Ayuko Rara. Chiamata Ms.Ra del Rara Force, Mitsuki si affeziona istantaneamente a Katsuki, quando si prende cura di lui ferito in battaglia. Ed anche a Katsuki lei piace molto. Quando Katsuki ritorna nel mondo reale, lei si unisce al GDF.
Ken Sanada
Doppiato da: Ryunosuke Obayashi
Specializzato nello studio delle dimensioni alternative, Ken è il padre di Mitsuki ed ha inventato una geniale macchina in grado di trasportare la gente da una dimensione all'altra. Tipo piuttosto simpatico e alla mano, e sempre pronto allo scherzo, nel mondo parallelo è il capo della Global Defense forces (GDF).
Akane Yamano
Doppiata da: Yūko Kobayashi
Ufficiale delle Nazioni Unite, e supervisore delle operazioni della Global Defense Forces. È una persona rigida e ligia al dovere, che spesso bisticcia col capo Sanada, pur nutrendo per lui un sentimento molto forte. Alla fine della serie infatti diverrà sua moglie.
Reika Nanjouin
Doppiata da: Masako Nozawa
Nonna di Yayoi, è una vecchietta dolce e piena di parole di speranza. È piena di consigli sia per la nipote sia per chiunque gliene chieda.
Ayuko Rara
Doppiata da: Mika Doi
Moglie di Hiroshi Rara e madre di Mitsuki nel mondo parallelo. Ha abbandonato l'esercito, quando suo maritò fallì, e le sue ambizioni furono di prendere il controllo della Global Defense Forces e delle Nazioni Unite. Nel mondo reale, è stata la precedente moglie di Ken Sanada.
Hiroshi Rara
Doppiato da: Ken'ichi Ogata
Leader del Rara Force, prima che Ayuko ne prendesse il controllo nel mondo parallelo. È uno scienziato di fisica, come Ken Sanada, con cui sono rivali. Nel finale però si troveranno costretti ad un'alleanza.

## Episodi
| Nº  | Giapponese 「Kanji」 - Rōmaji                  | In onda          | In onda |
| Nº  | Giapponese 「Kanji」 - Rōmaji                  | Giapponese       |         |
| 1   | 「ライフシンパシィ」 - Raifu Shinpashī         | 8 aprile 1999    |         |
| 2   | 「マイ·ホーム」 - Mai Hōmu                     | 15 aprile 1999   |         |
| 3   | 「イリーガル·ガイ」 - Irīgaru Gai              | 22 aprile 1999   |         |
| 4   | 「ノーディスガイズ」 - Nō Dīsugaizu            | 29 aprile 1999   |         |
| 5   | 「キャンパス·ライフ」 - Kyanpusu Raifu         | 6 maggio 1999    |         |
| 6   | 「イントリーグ」 - Intorīgu                    | 13 maggio 1999   |         |
| 7   | 「ハードケース」 - Hādo Kēsu                   | 20 maggio 1999   |         |
| 8   | 「MITSUKI」                                    | 27 maggio 1999   |         |
| 9   | 「エスケープ」 - Esukēpu                       | 3 giugno 1999    |         |
| 10  | 「リパトリエート」 - Ripatoriēto               | 10 giugno 1999   |         |
| 11  | 「リアル」 - Riaru                             | 17 giugno 1999   |         |
| 12  | 「アーデント·デザイア」 - Ādento Dezaia        | 24 giugno 1999   |         |
| 13  | 「ザ·ワールド」 - Za Wārudo                    | 1º luglio 1999   |         |
| OAV | 「ファイナル·フロンティア」 - Fainaru Furontia | 22 dicembre 1999 |         |

## Colonna Sonora
Sigla di apertura
- DUAL!, cantata da HARU＆SAYAKA from UNIVERS★LD.

Sigla di chiusura
- Real, cantata da Shifo from UNIVERS★LD.